# 李宁 (北宋)
李宁，北宋华州华阴敷水镇（今陕西华阴）隐士。
李宁精于药术，年老不衰，常施药救人，人们以金帛来报答，李宁都不接受。宋真宗景德年间，万安太后患病，召李宁至京师，李宁未至而万安太后病亡。大中祥符四年（1011年），赐号“正晦先生”。真宗作诗赐给他，加赐茶、药、缯帛。